# 17. světové skautské jamboree
17. světové skautské jamboree (Korejsky: 제17회 세계잼버리) se konalo od 8. do 16. srpna, 1991 a hostila ho Jižní Korea v Národní park Seoraksan, nedaleko hranic se Severní Koreou, a asi 200 km (šest hodin jízdy) od Seoulu.
Many Lands, One World bylo mottem tohoto jamboree, které spojilo 20 000 skautů ze 135 států a teritorií a obzvláště národů východní a střední Evropy, kteří se Jamboree mohli zúčastnit díky pádu komunistických režimů ve východní Evropě. Skauti z Československa a Maďarska se připojili ke Světovému skautskému hhnutí poprvé od roku 1947. Svůj kontingent mělo Bulharsko, Bělorusko, Estonsko, Litva, Lotyšsko, Polsko, Rumunsko, Rusko, Ukrajina a Jugoslávie.
Jamboree začalo se špatným počasím s deštěm a záplavami, které způsobily velké problémy. Zahajovací a závěrečná ceremonie byly navrženy tak, aby soupeřili s těmi z Letních olympijských her 1988. Součásti Jamboree poprvé byl program Global Development Village. Hosty byli korejský prezident Ro Tche-u, švédský král Karel XVI. Gustav a monacký Princ Mulaj Rašid.
Brtiský kontingent přivezl repliku Skautského tábora na Brownsea a zopakoval experiment Roberta Baden Powella z roku 1907. To se stalo nejvíce fotografovanou a natáčenou událostí na Jamboree.